# Rapsolja

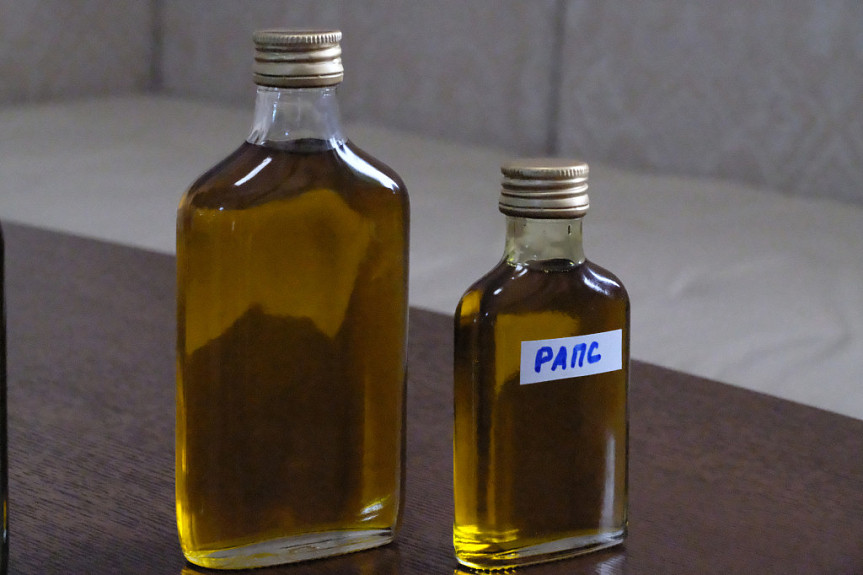
Rapsolja i flaskor.

Rapsolja är en vegetabilisk olja framställd genom pressning av rapsfrön. Oljan kan framställas genom antingen kallpressning eller varmpressning. Rapsolja är bäst till bakning och stekning i temperaturer upp till 180 grader. Vid högre temperaturer bryts fleromättade fettsyror ned och ger bismaker. Rapsolja bör därför inte användas till fritering eller annan tillagning med långvarig temperatur över 200 grader, vilket är vanligast vid industriellt bruk där oljan används under en längre tidsperiod.
Rapsodlare har förädlat växten så att modern raps har en utmärkt fettsyresammansättning med hög andel enkelomättat fett. Rapsolja innehåller nyttiga omega-3-fettsyror som kroppen inte kan bilda själv.
Rapsolja innehåller erukasyra, som kan vara skadligt för människor och jordbruk i större mängder. När raps började odlas var halterna höga, men genom förädlingsteknik har värdena sjunkit till en nivå som är under EU:s gränsvärden för livsmedel.
Likt andra fröoljor (solros, soja, majs) kan rapsolja innehålla upp till 0,5 % hexan som blir kvar från den kemiska raffineringen, samt rester av andra kemikalier från exempelvis blekning av oljan som tillsätts under produktion för att ge den en ljusare färg. Högsta tillåtna hexanhalten som Livsmedelsverket i Sverige godtar är 1 mg/kg i fett, olja eller kakaosmör. I jämförelse är högsta tillåtna värdet för avfettade proteinprodukter 10 mg/kg, avfettade sojaprodukter 30 mg/kg och avfettade spannmålsprodukter 5 mg/kg.
Rapsolja kan även användas som förnybart bränsle i dieselmotorer.

## Historia
Olja från pressade frön av raps och närbesläktade växter användes redan på 1200-talet som bränsle i form av rovolja. Under andra världskriget experimenterades med rapsolja som ersättning för andra oljeprodukter. På 1950-talet kom rapsolja för stekning och matlagning ut på marknaden. Det var dock av låg kvalitet med en skarp smak, och det var först sedan nya förbättrade framställningsmetoder tagits fram som rapsoljan blev populär.

## Innehållsdeklaration
| Innehåll                | Mängd per 100 gram |
| ----------------------- | ------------------ |
| Mättade fettsyror       | 6 gram             |
| Enkelomättade fettsyror | 62 gram            |
| Fleromättade fettsyror  | 31 gram            |
| Andra fetter            | 1 gram             |